# 伊勢美登
伊勢 美登（いせ よしのり、1924年〈大正13年〉12月9日 - 2009年〈平成21年〉5月18日）は、日本の神職。橿原神宮宮司。

## 生涯

### 出生と前半生
大正13年（1924年）、奈良県に生まれる。
昭和16年（1941年）、畝傍中学校を卒業する。同18年（1943年）、運輸省水路部技術官養成所を修了し、海軍気象部に入った。

### 神道人として
昭和27年（1952年）、奈良県神社庁の録事に就任する。
昭和29年（1954年）、橿原神宮出仕となり、さらに昭和33年（1958年）には同宮権禰宜、昭和43年（1968年）に同宮禰宜と昇進し、平成9年（1997年）4月1日に権宮司に就任した。

### 橿原神宮宮司
平成12年（2000年）5月15日、宮司に昇任した。同年8月8日、御鎮座百十年記念献燈祭を斎行した。
平成14年（2002年）5月29日、神武天皇陵への参拝を終えた当時の今上天皇・皇后が橿原神宮に到着すると、伊勢が2人を先導して幣殿まで率いた。
平成15年（2003年）、奈良県神社庁長に就任し、平成19年（2007年）まで務めた。また、神社本庁監事、同評議員、国民精神研修財団監事、神道政治連盟監査委員長、同連盟奈良県本部長などを務めた。
平成19年（2007年）9月30日、宮司を退き、名誉宮司に就任した。
平成21年（2009年）5月18日22時5分、橿原市の病院に於いて、心不全により死去した。83歳だった。喪主は長男の文一が務めた。同年7月4日にはセレモニーホール橿原に於いて橿原神宮葬が執り行われた。

## 著作
- 「天皇皇后両陛下の橿原神宮御親拝を仰いで」『祖国と青年』第287号、日本青年協議会、2002年8月、8-10頁。

## 系譜
- 父親：伊勢岩吉[1]
- 長男：伊勢文一[+ 1]

### 書籍出典
1. 1 2 3 4 5 6 7  『神道人名辞典』, p. 350.
2. 1 2 3 4 5 6 7  『橿原神宮史続編』, p. 159.
3. ↑  『橿原神宮史続編』, p. 160.

### ニュースサイト出典
1. 1 2 3 4 5  「伊勢美登氏死去」『SHIKOKUNEWS』四国新聞社、2009年5月22日。オリジナルの2022年8月30日時点におけるアーカイブ。2022年8月30日閲覧。